# Цанков камък
 Тази статия е за язовира в България.  За електроцентралата вижте ВЕЦ „Цанков камък“.  
„Цанков камък“ е язовир в южна България, част от Каскадата „Доспат-Въча“ на Националната електрическа компания. Разположен е в землищата на град Девин и селата Лясково, Селча и Стоманево.

## Описание
„Цанков камък“ е най-големият язовир, строен в България от средата на 80-те години. Строената заедно с него ВЕЦ „Цанков камък“ има сравнително малка мощност (2 турбини по 40 MW), но язовирът се предвижда да подобри работата на останалите централи от каскадата Въча, като се увеличи общият преработен обем и разполагаемост на турбините на каскадата. Освен това ВЕЦ „Цанков камък“ ще участва в покриването на върхови и подвърхови товари на електроенергийната система, регулатор на честотата и бърз резерв при аварийно отпадане на големи мощности (например АЕЦ „Козлодуй“).
Язовирът е основно съоръжение на Хидровъзел „Цанков камък“, който е собственост на Националната електрическа компания и се финансира от банков консорциум от Австрия и други европейски страни. Той е субсидиран от правителството на Австрия, което трябва да изкупува спестените чрез водноелектрическата централа емисии на въглероден диоксид, съгласно Протокола от Киото.
Язовирната стена е разположена в коритото на река Въча, на 350 m под вливането в нея на река Гашна. Тя е бетонна, дъгова с двойна кривина и гравитационни блокове в двата края. Висока е 130,5 метра и има дължина по короната 468 метра. Преливникът е разположен в средата на стената и има сегментни затвори и 4 преливни полета с ширина по 8 метра. Оразмерен е за висока вълна с вероятност 1 път на 10 000 години, равняваща се на водно количество 1450 m³/s, и е оборудван с гасителен басейн с ширина 40 m и максимална дълбочина 20 m. 
При язовир „Цанков камък“ е изградена малка водноелектрическа централа с мощност 1,25 MW и водно количество 1,4 m³/s за оползотворяване на водите, изпускани по екологични съображения за оводняване на коритото на река Въча.
Язовирното езеро залива тесните долини на Въча и Гашна, образувайки два ръкава, по-дългият от които достига на 12 километра по долината до град Девин и устието на Девинска река. Общият завирен обем е 110,9 милиона кубични метра, а залятата площ – 3,3 квадратни километра.
Водохващането за ВЕЦ „Цанков камък“ е в коритото на Гашна, след което водите се отвеждат до турбините по подземен напорен стоманен тръбопровод с дължина 540 m и диаметър 4,4 m. Извършена е корекция на коритото на река Въча след долната вада с дължина 1,5 km, като целта е да се осигури 10 m допълнителен напор на централата.

## Строителство
Строителството започва през 2004 г., а на 24 юли 2009 г. точно в 12 ч. по австрийска традиция на язовирната стена тържествено е отбелязан 500-хилядния кубик налят бетон.
Строителството на язовира включва тампониране на губилища в карстов участък по долината на река Гашна между коти 630 и 670 m.
Язовирната стена е завършена напълно в началото на 2010 г. Направен е и нов обходен път Девин – Михалково с дължина 10 km, 900 m тунел и рехабилитация на 10 km трасе на стария път Девин – Лясково.
Според източници от НЕК и от правителството, двойно е оскъпено строителството на язовира и обходния път. Първоначално обектът е трябвало да бъде завършен през 2008 г. и стойността му да е 220 млн. евро, а са вложени около 450 млн. евро.